# Copa Africana de Clubes Campeones 1971
La Copa Africana de Clubes Campeones de 1971 fue la 7.ª edición del torneo de fútbol anual a nivel de clubes organizado por la CAF.
En el torneo participaron 25 equipos compitiendo bajo un sistema de knock-out con partidos de ida y vuelta.
El Canon Yaoundé de Camerún ganó la final, proclamándose campeón por primera ocasión.

## Primera Ronda
| Equipo 1           | Agr.           | Equipo 2              | Ida | Vuelta |
| ------------------ | -------------- | --------------------- | --- | ------ |
| Al-Merrikh         | 2-2 (5-4 pen.) | Tele SC Asmara        | 2-1 | 0-1    |
| Abaluhya United    | 1-3            | Great Olympics        | 0-0 | 1-3    |
| ASC Diaraf         | 3-4            | Stade Malien          | 3-0 | 0-4    |
| Maseru United      | 3-5            | MMM Tamatave          | 1-2 | 2-3    |
| AS Porto Novo      | 0-3            | Victoria Club Mokanda | 0-1 | 0-2    |
| Canon Yaoundé      | 9-4            | AS Solidarité         | 7-3 | 2-1    |
| Espérance de Tunis | 1-0            | Al-Ahly (Benghazi)    | 0-0 | 1-0    |
| Secteur 6          | 1-2            | Enugu Rangers         | 1-1 | 0-1    |
| Young Africans     | 2-0            | Lavori Publici        | 2-0 | 0-0    |

## Segunda Ronda
| Equipo 1              | Agr.           | Equipo 2           | Ida | Vuelta |
| --------------------- | -------------- | ------------------ | --- | ------ |
| Kaloum Star           | 4-5            | Enugu Rangers      | 3-3 | 1-2    |
| Al-Merrikh            | 2-2 (4-5 pen.) | Asante Kotoko      | 2-1 | 0-1    |
| MMM                   | 2-5            | Great Olympics     | 2-1 | 0-4    |
| Stade Malien          | 3-4            | ASEC Mimosas       | 2-2 | 1-2    |
| Victoria Club Mokanda | 1-4            | Dynamic Togolais   | 1-2 | 0-2    |
| Vita Club             | 3-3 (3-4 pen.) | Canon Yaoundé      | 2-0 | 1-3    |
| Coffee United         | w/o            | Young Africans     | 1   |        |
| Ismaily               | w/o            | Espérance de Tunis | 2   |        |

1 Young Africans abandonó el torneo. 

2 Espérance ST abandonó el torneo.

## Cuartos de final
| Equipo 1         | Agr. | Equipo 2       | Ida | Vuelta |
| ---------------- | ---- | -------------- | --- | ------ |
| Coffee United    | 0-2  | Great Olympics | 0-0 | 0-2    |
| Enugu Rangers    | 0-3  | ASEC Mimosas   | 0-1 | 0-2    |
| Dynamic Togolais | 4-6  | Canon Yaoundé  | 1-2 | 3-4    |
| Ismaily          | 0-3  | Asante Kotoko  | 0-0 | 0-3    |

## Semifinal
| Equipo 1       | Agr. | Equipo 2      | Ida | Vuelta |
| -------------- | ---- | ------------- | --- | ------ |
| ASEC Mimosas   | 3-5  | Canon Yaoundé | 2-1 | 1-4    |
| Great Olympics | 1-2  | Asante Kotoko | 1-1 | 0-1    |

## Final
| Equipo 1      | Agr. | Equipo 2      | Ida | Vuelta |
| ------------- | ---- | ------------- | --- | ------ |
| Asante Kotoko | 2–21 | Canon Yaoundé | 3–0 | 0–2    |

1 en la final, los puntos acumulados y no los goles acumulados, fueron considerados.

### Play-off
| Equipo 1      | Resultado | Equipo 2      |
| ------------- | --------- | ------------- |
| Canon Yaoundé | 1–01      | Asante Kotoko |

1 el partido fue abandonado cuando Canon Yaoundé tenía ventaja 1-0 por disturbios. Canon Yaoundé fue declarado campeón.

## Campeón
| Bandera de Camerún      |
| Canon Yaoundé 1º título |